# 稲葉侯通
稲葉 侯通（いなば これみち）は、江戸時代中期の豊後国臼杵藩の世嗣。

## 略歴
10代藩主・稲葉弘通の長男として誕生。
嫡子として生まれ育つが、家督を継ぐことなく寛政元年（1789年）に18歳で早世した。
代わって弟・雍通が嫡子となった。